# Engel Omnibusverkehr
Die Omnibusverkehr Engel GmbH (auch: ENGEL; ENGEL Omnibusverkehr) ist ein mittelständisches Omnibusunternehmen mit Sitz in Mühlacker.
Das Verkehrsgebiet liegt im Enzkreis (insbesondere Mühlacker), der Stadt Pforzheim sowie dem Landkreis Karlsruhe.

## Geschichte
Gegründet wurde das Unternehmen 1936 durch Viktor Engel, welcher 1954 durch erste regelmäßige Fahrten im Raum Mühlacker als Begründer des dortigen Stadtverkehrs gilt. Unter Sohn Hans Engel expandierte das Unternehmen und ging 1982 mit dem Postbus die erste Tarifgemeinschaft im Enzkreis auf der Strecke Mühlacker - Lienzingen ein. 1995 wurde ENGEL schließlich Mitglied im Verkehrsverbund Pforzheim-Enzkreis (VPE).
2011 wurde zum Fahrplanwechsel die Bedienung des heutigen Verkehrsraum Keltern/Remchingen Los 1 (Linien 720 und 721, Pforzheim - Ittersbach / Langensteinbach) für die Stadtverkehr Pforzheim GmbH aufgenommen. Hierfür wurde eine Halle in Langensteinbach gekauft. Diese Linien werden nur durch die VPO (Verkehrs- und Beratungsgesellschaft privater Omnibusunternehmen mbH) bedient. 2013 wurden erstmals Linien im Karlsruher Verkehrsverbund gemeinsam mit der AVG übernommen. Es handelt sich um das Linienbündel Albtal/Pfinztal. 2016 wurde mit 11 Bussen der Verkehr im Stadtbusverkehr Pforzheim für Südwestbus aufgenommen.

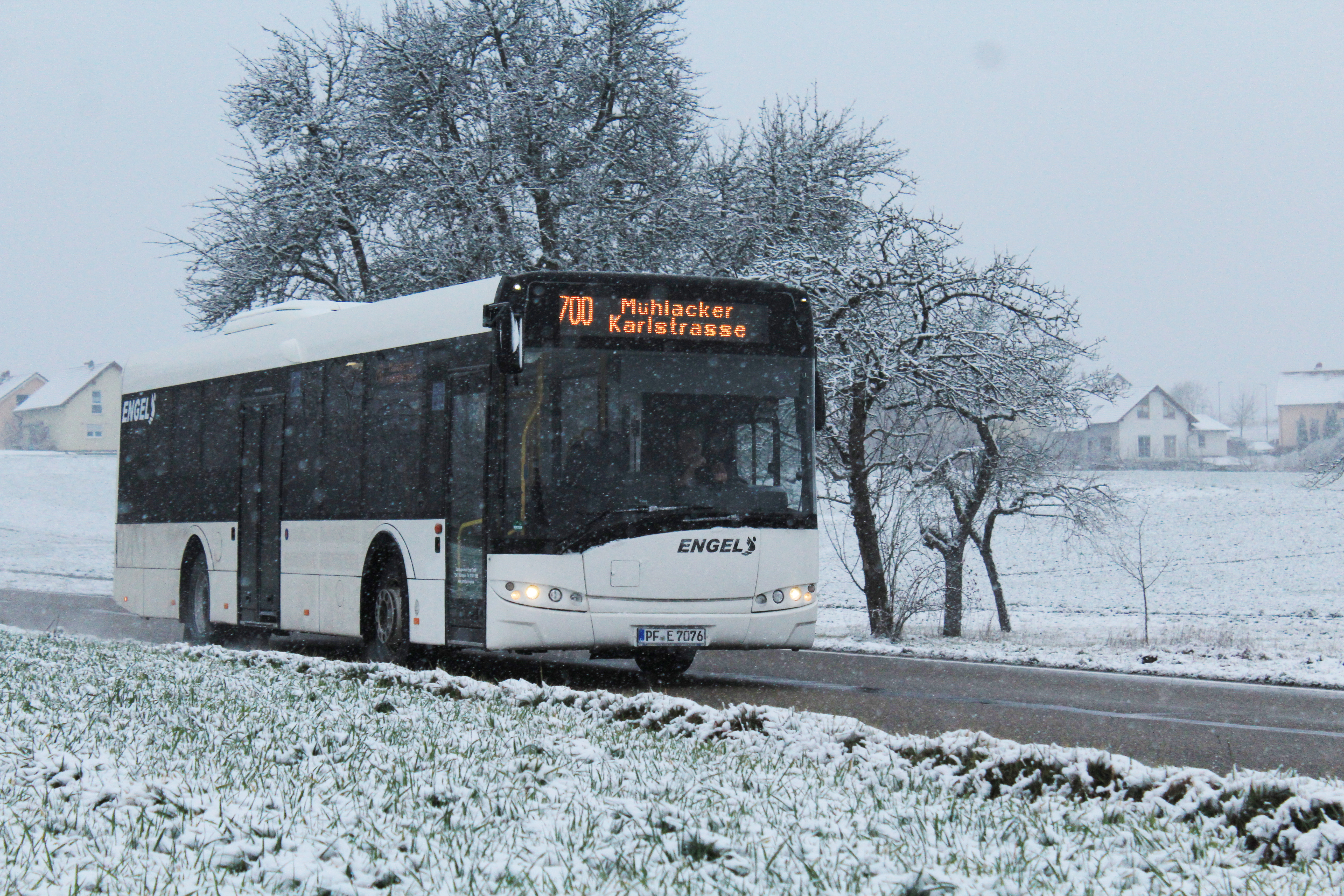
Solaris-Bus von ENGEL bei Maulbronn

2019 ging ENGEL als günstigster Anbieter bei der Ausschreibung um den Verkehrsraum Maulbronn/Sternenfels hervor und bekam den Zuschlag. Für die Bedienung der Linien wurden ca. 10 gebrauchte Solaris-Busse der UniBuss Oslo erworben, außerdem fahren Seiz Reisen (Eberhard Gruppe), Stuber und Wolf Reisen mit der etwa gleichen Höhe an Leistungen im Auftrag von ENGEL. Vom Verbund wurde das neue Konzept mit verbesserten Anbindungen und erhöhter Qualität beworben, einer der Busse wurde mit einer solchen Werbung beklebt. Das Unternehmen steht jedoch in der Kritik für mangelhafte Leistungen in jenem Verkehrsraum, auch drei Jahre nach der Vergabe beanstanden Kommunalpolitiker den Regionalbusverkehr.

## Buslinien
| Linie                  | Linienweg                                                                | Linienbündel                  |
| ---------------------- | ------------------------------------------------------------------------ | ----------------------------- |
|                        | Stadtbus Mühlacker                                                       |                               |
| 101                    | Heidenwäldle - Lomersheim                                                | Stadtbusverkehr Mühlacker     |
| 102                    | Eckenweiher – Lomersheim – Großglattbach                                 | Stadtbusverkehr Mühlacker     |
| 103                    | Eckenweiher - Bahnhof - Dürrmenz                                         | Stadtbusverkehr Mühlacker     |
| 104                    | Bahnhof - Industriestraße                                                | Stadtbusverkehr Mühlacker     |
| 105                    | Enzkreiskliniken - Bahnhof - Senderhang                                  | Stadtbusverkehr Mühlacker     |
| 106                    | Enzkreiskliniken - Bahnhof - Stöckach                                    | Stadtbusverkehr Mühlacker     |
| 109                    | Bahnhof - Enzkreiskliniken - Mühlhausen                                  | Stadtbusverkehr Mühlacker     |
| aktuelles Logo des VPE | Verkehrsverbund Pforzheim-Enzkreis (VPE) - Regionalverkehr               |                               |
| 700                    | Mühlacker - Maulbronn (- Freudenstein) - Knittlingen - Bretten           | Maulbronn/Sternenfels         |
| 702                    | Mühlacker – Sternenfels – Oberderdingen – Flehingen                      | Maulbronn/Sternenfels         |
| 712                    | Pforzheim - Birkenfeld                                                   | Neuenbürg/Straubenhardt/Dobel |
| 716                    | Pforzheim - Dobel - Bad Herrenalb                                        | Neuenbürg/Straubenhardt/Dobel |
| 718                    | Pforzheim - Gräfenhausen - Conweiler                                     | Neuenbürg/Straubenhardt/Dobel |
|                        | VPE - Schülerverkehr                                                     |                               |
| 901                    | Maulbronn - Illingen                                                     | Maulbronn/Sternenfels         |
| 902                    | Maulbronn - Freudenstein - Sternenfels - Ochsenburg                      | Maulbronn/Sternenfels         |
| 916                    | Neuenbürg - Conweiler - Dobel - Bad Herrenalb                            | Neuenbürg/Straubenhardt/Dobel |
|                        | Karlsruher Verkehrsverbund (KVV)                                         |                               |
| 151                    | Berghausen - Wöschbach                                                   | Albtal/Pfinztal               |
| 152                    | Berghausen - Söllingen - Kleinsteinbach - Mutschelbach - Langensteinbach | Albtal/Pfinztal               |
| 153                    | Langensteinbach - Auerbach                                               | Albtal/Pfinztal               |
| 154                    | Ortsverkehr Marxzell (- Pfaffenrot / Burbach - Schielberg)               | Albtal/Pfinztal               |
| 155                    | Busenbach - Reichenbach - Etzenrot                                       | Albtal/Pfinztal               |
| 158                    | Zündhüttle - Grünwettersbach - Palmbach - Langensteinbach                | Albtal/Pfinztal               |
| 159                    | Weingarten (/Wössingen) - Jöhlingen - Berghausen                         | Albtal/Pfinztal               |